# Copa do Mundo de Rugby Sevens de 2013
A Copa do Mundo de Rugby Sevens, disputada no Estádio Luzhniki, em Moscou, na Rússia, foi a sexta edição da Copa do Mundo de Rugby Sevens. A International Rugby Board (IRB), afirmou que a Copa do Mundo deixaria de ser disputada, caso o rugby sevens fosse incluído no programa oficial dos Jogos Olímpicos de Verão de 2016, no Rio de Janeiro. Como o Comitê Olímpico Internacional votou pela inclusão do esporte, esta pode ser a última edição do torneio.

## Torneio masculino
Vinte e quatro seleções participaram a competição:
| África                                        | Américas                                        | Ásia                            | Europa                                                                                  | Oceania                                            |
| --------------------------------------------- | ----------------------------------------------- | ------------------------------- | --------------------------------------------------------------------------------------- | -------------------------------------------------- |
| - África do Sul - Quênia - Zimbabwe - Tunísia | - Argentina - Canadá - Estados Unidos - Uruguai | - Japão - Hong Kong - Filipinas | - Rússia - Inglaterra - País de Gales - Portugal - Espanha - França - Geórgia - Escócia | - Fiji - Nova Zelândia - Samoa - Austrália - Tonga |

### Fase de grupos
| Vencedoras dos grupos, e as duas melhores segundas colocadas, avançam para a Taça de Ouro Cup.                |
| As restantes segundas colocadas e as quatro melhores terceiras colocadas, avançam para a Taça de Prata Plate. |
| Avançam para a Taça de Bronze Bowl.                                                                           |

| GRUPO A   | GRUPO A   | GRUPO A | GRUPO A | GRUPO A | GRUPO A | GRUPO A | GRUPO A | GRUPO A | GRUPO A | GRUPO A | GRUPO A |
|           | Austrália | França  | Tunísia | Espanha | V       | E       | D       | P+      | P-      | P+/-    | Pts     |
| --------- | --------- | ------- | ------- | ------- | ------- | ------- | ------- | ------- | ------- | ------- | ------- |
| Austrália | X         | 17-17   | 40-7    | 21-0    | 2       | 1       | 0       | 78      | 24      | +54     | 8       |
| França    | 17-17     | X       | 24-7    | 21-17   | 2       | 1       | 0       | 62      | 41      | +21     | 8       |
| Tunísia   | 7-40      | 7-24    | X       | 26-24   | 1       | 0       | 2       | 40      | 88      | -48     | 5       |
| Espanha   | 0-21      | 17-21   | 24-26   | X       | 0       | 0       | 3       | 41      | 68      | -27     | 3       |

| GRUPO B       | GRUPO B       | GRUPO B | GRUPO B | GRUPO B | GRUPO B | GRUPO B | GRUPO B | GRUPO B | GRUPO B | GRUPO B | GRUPO B |
|               | África do Sul | Escócia | Japão   | Rússia  | V       | E       | D       | P+      | P-      | P+/-    | Pts     |
| ------------- | ------------- | ------- | ------- | ------- | ------- | ------- | ------- | ------- | ------- | ------- | ------- |
| África do Sul | X             | 41-0    | 33-0    | 31-0    | 3       | 0       | 0       | 105     | 0       | +105    | 9       |
| Escócia       | 0-41          | X       | 19-17   | 21-5    | 2       | 0       | 1       | 40      | 63      | -23     | 7       |
| Japão         | 0-33          | 17-19   | X       | 12-12   | 0       | 1       | 2       | 29      | 64      | -35     | 4       |
| Rússia        | 0-31          | 5-21    | 12-12   | X       | 0       | 1       | 2       | 17      | 64      | -47     | 4       |

| GRUPO C   | GRUPO C | GRUPO C | GRUPO C  | GRUPO C   | GRUPO C | GRUPO C | GRUPO C | GRUPO C | GRUPO C | GRUPO C | GRUPO C |
|           | Quénia  | Samoa   | Zimbabwe | Filipinas | V       | E       | D       | P+      | P-      | P+/-    | Pts     |
| --------- | ------- | ------- | -------- | --------- | ------- | ------- | ------- | ------- | ------- | ------- | ------- |
| Quênia    | X       | 17-12   | 31-5     | 45-5      | 3       | 0       | 0       | 93      | 22      | +71     | 9       |
| Samoa     | 12-17   | X       | 21-14    | 29-0      | 2       | 0       | 1       | 62      | 31      | +31     | 7       |
| Zimbabwe  | 5-31    | 14-21   | X        | 19-7      | 1       | 0       | 2       | 38      | 59      | -21     | 5       |
| Filipinas | 5-45    | 0-29    | 7-19     | X         | 0       | 0       | 3       | 12      | 93      | -81     | 3       |

| GRUPO D        | GRUPO D       | GRUPO D | GRUPO D        | GRUPO D | GRUPO D | GRUPO D | GRUPO D | GRUPO D | GRUPO D | GRUPO D | GRUPO D |
|                | Nova Zelândia | Canadá  | Estados Unidos | Geórgia | V       | E       | D       | P+      | P-      | P+/-    | Pts     |
| -------------- | ------------- | ------- | -------------- | ------- | ------- | ------- | ------- | ------- | ------- | ------- | ------- |
| Nova Zelândia  | X             | 31-12   | 26-19          | 26-7    | 3       | 0       | 0       | 83      | 38      | +45     | 9       |
| Canadá         | 12-31         | X       | 15-14          | 26-19   | 2       | 0       | 1       | 53      | 64      | -11     | 7       |
| Estados Unidos | 19-26         | 14-15   | X              | 26-19   | 1       | 0       | 2       | 59      | 60      | -1      | 5       |
| Geórgia        | 7-26          | 19-26   | 19-26          | X       | 0       | 0       | 3       | 45      | 78      | -33     | 3       |

| GRUPO E       | GRUPO E       | GRUPO E | GRUPO E | GRUPO E | GRUPO E | GRUPO E | GRUPO E | GRUPO E | GRUPO E | GRUPO E | GRUPO E |
|               | País de Gales | Fiji    | Tonga   | Uruguai | V       | E       | D       | P+      | P-      | P+/-    | Pts     |
| ------------- | ------------- | ------- | ------- | ------- | ------- | ------- | ------- | ------- | ------- | ------- | ------- |
| País de Gales | X             | 19-14   | 28-19   | 33-5    | 3       | 0       | 0       | 80      | 38      | +42     | 9       |
| Fiji          | 14-19         | X       | 45-0    | 47-0    | 2       | 0       | 1       | 106     | 19      | +87     | 7       |
| Tonga         | 19-28         | 0-45    | X       | 36-0    | 1       | 0       | 2       | 55      | 73      | -18     | 5       |
| Uruguai       | 5-33          | 0-47    | 0-36    | X       | 0       | 0       | 3       | 5       | 116     | -111    | 3       |

| GRUPO F    | GRUPO F    | GRUPO F   | GRUPO F  | GRUPO F   | GRUPO F | GRUPO F | GRUPO F | GRUPO F | GRUPO F | GRUPO F | GRUPO F |
|            | Inglaterra | Argentina | Portugal | Hong Kong | V       | E       | D       | P+      | P-      | P+/-    | Pts     |
| ---------- | ---------- | --------- | -------- | --------- | ------- | ------- | ------- | ------- | ------- | ------- | ------- |
| Inglaterra | X          | 14-12     | 21-7     | 38-7      | 3       | 0       | 0       | 73      | 26      | +47     | 9       |
| Argentina  | 12-14      | X         | 10-17    | 47-7      | 1       | 0       | 2       | 69      | 38      | +31     | 5       |
| Portugal   | 7-21       | 17-10     | X        | 14-17     | 1       | 0       | 2       | 38      | 48      | -10     | 5       |
| Hong Kong  | 7-38       | 7-47      | 17-14    | X         | 1       | 0       | 2       | 31      | 99      | -68     | 5       |

### Taça de BronzeBowl
|  | Quartas de final | Quartas de final |         |    | Semifinais | Semifinais |  |  | Final | Final |
|  |                  |                  |         |    |            |            |  |  |       |       |
|  |                  |                  |         |    |            |            |  |  |       |       |
|  |                  |                  |         |    |            |            |  |  |       |       |
|  | Tunísia          | 7                |         |    |            |            |  |  |       |       |
|  | Tunísia          | 7                |         |    |            |            |  |  |       |       |
|  | Uruguai          | 12               |         |    |            |            |  |  |       |       |
|  | Uruguai          | 12               | Uruguai | 0  |            |            |  |  |       |       |
|  |                  |                  | Uruguai | 0  |            |            |  |  |       |       |
|  |                  | Rússia           | 38      |    |            |            |  |  |       |       |
|  | Rússia           | Rússia           | 38      | 17 |            |            |  |  |       |       |
|  | Rússia           |                  |         | 17 |            |            |  |  |       |       |
|  | Espanha          | 7                |         |    |            |            |  |  |       |       |
|  | Espanha          | 7                | Rússia  | 29 |            |            |  |  |       |       |
|  |                  |                  | Rússia  | 29 |            |            |  |  |       |       |
|  |                  | Japão            | 5       |    |            |            |  |  |       |       |
|  | Hong Kong        | Japão            | 5       | 10 |            |            |  |  |       |       |
|  | Hong Kong        |                  |         | 10 |            |            |  |  |       |       |
|  | Geórgia          | 31               |         |    |            |            |  |  |       |       |
|  | Geórgia          | 31               | Geórgia | 21 |            |            |  |  |       |       |
|  |                  |                  | Geórgia | 21 |            |            |  |  |       |       |
|  |                  | Japão            | 24      |    |            |            |  |  |       |       |
|  | Japão            | Japão            | 24      | 50 |            |            |  |  |       |       |
|  | Japão            |                  |         | 50 |            |            |  |  |       |       |
|  | Filipinas        | 0                |         |    |            |            |  |  |       |       |
|  | Filipinas        | 0                |         |    |            |            |  |  |       |       |

### Taça de PrataPlate
|  | Quartas de final | Quartas de final |         |    | Semifinais | Semifinais |  |  | Final | Final |
|  |                  |                  |         |    |            |            |  |  |       |       |
|  |                  |                  |         |    |            |            |  |  |       |       |
|  |                  |                  |         |    |            |            |  |  |       |       |
|  | Samoa            | 26               |         |    |            |            |  |  |       |       |
|  | Samoa            | 26               |         |    |            |            |  |  |       |       |
|  | Zimbabwe         | 17               |         |    |            |            |  |  |       |       |
|  | Zimbabwe         | 17               | Samoa   | 21 |            |            |  |  |       |       |
|  |                  |                  | Samoa   | 21 |            |            |  |  |       |       |
|  |                  | Argentina        | 14      |    |            |            |  |  |       |       |
|  | Argentina        | Argentina        | 14      | 28 |            |            |  |  |       |       |
|  | Argentina        |                  |         | 28 |            |            |  |  |       |       |
|  | Estados Unidos   | 5                |         |    |            |            |  |  |       |       |
|  | Estados Unidos   | 5                | Samoa   | 12 |            |            |  |  |       |       |
|  |                  |                  | Samoa   | 12 |            |            |  |  |       |       |
|  |                  | Canadá           | 19      |    |            |            |  |  |       |       |
|  | Escócia          | Canadá           | 19      | 17 |            |            |  |  |       |       |
|  | Escócia          |                  |         | 17 |            |            |  |  |       |       |
|  | Portugal         | 0                |         |    |            |            |  |  |       |       |
|  | Portugal         | 0                | Escócia | 7  |            |            |  |  |       |       |
|  |                  |                  | Escócia | 7  |            |            |  |  |       |       |
|  |                  | Canadá           | 21      |    |            |            |  |  |       |       |
|  | Canadá           | Canadá           | 21      | 26 |            |            |  |  |       |       |
|  | Canadá           |                  |         | 26 |            |            |  |  |       |       |
|  | Tonga            | 0                |         |    |            |            |  |  |       |       |
|  | Tonga            | 0                |         |    |            |            |  |  |       |       |

### Taça de OuroCup
|  | Quartas de final | Quartas de final |               |        | Semifinais     | Semifinais     |  |  | Final | Final |
|  |                  |                  |               |        |                |                |  |  |       |       |
|  |                  |                  |               |        |                |                |  |  |       |       |
|  |                  |                  |               |        |                |                |  |  |       |       |
|  | África do Sul    | 10               |               |        |                |                |  |  |       |       |
|  | África do Sul    | 10               |               |        |                |                |  |  |       |       |
|  | Fiji             | 12               |               |        |                |                |  |  |       |       |
|  | Fiji             | 12               | Fiji          | 0      |                |                |  |  |       |       |
|  |                  |                  | Fiji          | 0      |                |                |  |  |       |       |
|  |                  | Nova Zelândia    | 17            |        |                |                |  |  |       |       |
|  | Nova Zelândia    | Nova Zelândia    | 17            | 26     |                |                |  |  |       |       |
|  | Nova Zelândia    |                  |               | 26     |                |                |  |  |       |       |
|  | País de Gales    | 10               |               |        |                |                |  |  |       |       |
|  | País de Gales    | 10               | Nova Zelândia | 33     |                |                |  |  |       |       |
|  |                  |                  | Nova Zelândia | 33     |                |                |  |  |       |       |
|  |                  | Inglaterra       | 0             |        |                |                |  |  |       |       |
|  | Inglaterra       | Inglaterra       | 0             | 21     |                |                |  |  |       |       |
|  | Inglaterra       |                  |               | 21     |                |                |  |  |       |       |
|  | Austrália        | 17               |               |        |                |                |  |  |       |       |
|  | Austrália        | 17               | Inglaterra    | 12     | Terceiro lugar | Terceiro lugar |  |  |       |       |
|  |                  |                  | Inglaterra    | 12     | Terceiro lugar | Terceiro lugar |  |  |       |       |
|  |                  | Quênia           | 5             |        |                |                |  |  |       |       |
|  | Quênia (aet)     | Quênia           | 5             | 24     | Fiji           | 29             |  |  |       |       |
|  | Quênia (aet)     |                  |               | 24     | Fiji           | 29             |  |  |       |       |
|  | França           | 19               |               | Quênia | 5              |                |  |  |       |       |
|  | França           | 19               |               |        | 5              |                |  |  |       |       |
|  |                  |                  |               |        |                |                |  |  |       |       |
|  |                  |                  |               |        |                |                |  |  |       |       |

## Torneio feminino
Dezesseis seleções participaram da competição:
| África                    | Américas                           | Ásia            | Europa                                                             | Oceania                            |
| ------------------------- | ---------------------------------- | --------------- | ------------------------------------------------------------------ | ---------------------------------- |
| - África do Sul - Tunísia | - Estados Unidos - Canadá - Brasil | - Japão - China | - Rússia - Inglaterra - Espanha - França - Países Baixos - Irlanda | - Nova Zelândia - Austrália - Fiji |

### Fase de grupos
| Vencedoras e segundas colocadas, avançam para a Taça de Ouro Cup. |
| Avançam para a Taça de Bronze Bowl.                               |

| GRUPO A       | GRUPO A       | GRUPO A | GRUPO A       | GRUPO A | GRUPO A | GRUPO A | GRUPO A | GRUPO A | GRUPO A | GRUPO A | GRUPO A |
|               | Nova Zelândia | Canadá  | Países Baixos | Tunísia | V       | E       | D       | P+      | P-      | P+/-    | Pts     |
| ------------- | ------------- | ------- | ------------- | ------- | ------- | ------- | ------- | ------- | ------- | ------- | ------- |
| Nova Zelândia | X             | 20-5    | 41-0          | 36-0    | 3       | 0       | 0       | 97      | 5       | +92     | 9       |
| Canadá        | 5-20          | X       | 17-7          | 43-0    | 2       | 0       | 1       | 65      | 27      | +38     | 7       |
| Países Baixos | 0-41          | 7-17    | X             | 26-3    | 1       | 0       | 2       | 33      | 61      | -28     | 5       |
| Tunísia       | 0-36          | 0-43    | 3-26          | X       | 0       | 0       | 3       | 3       | 105     | -102    | 3       |

| GRUPO B       | GRUPO B   | GRUPO B              | GRUPO B       | GRUPO B | GRUPO B | GRUPO B | GRUPO B | GRUPO B | GRUPO B | GRUPO B | GRUPO B |
|               | Austrália | República da Irlanda | África do Sul | China   | V       | E       | D       | P+      | P-      | P+/-    | Pts     |
| ------------- | --------- | -------------------- | ------------- | ------- | ------- | ------- | ------- | ------- | ------- | ------- | ------- |
| Austrália     | X         | 22-5                 | 29-0          | 36-0    | 3       | 0       | 0       | 87      | 5       | +82     | 9       |
| Irlanda       | 5-22      | X                    | 12-5          | 28-10   | 2       | 0       | 1       | 45      | 37      | +8      | 7       |
| África do Sul | 0-29      | 5-12                 | X             | 19-7    | 1       | 0       | 2       | 24      | 48      | -24     | 5       |
| China         | 0-36      | 10-28                | 7-19          | X       | 0       | 0       | 3       | 17      | 83      | -66     | 3       |

| GRUPO C        | GRUPO C        | GRUPO C | GRUPO C | GRUPO C | GRUPO C | GRUPO C | GRUPO C | GRUPO C | GRUPO C | GRUPO C | GRUPO C |
|                | Estados Unidos | Espanha | Brasil  | Fiji    | V       | E       | D       | P+      | P-      | P+/-    | Pts     |
| -------------- | -------------- | ------- | ------- | ------- | ------- | ------- | ------- | ------- | ------- | ------- | ------- |
| Estados Unidos | X              | 19-7    | 12-7    | 31-5    | 3       | 0       | 0       | 62      | 19      | +43     | 9       |
| Espanha        | 7-19           | X       | 26-10   | 14-14   | 1       | 1       | 1       | 47      | 43      | +4      | 6       |
| Brasil         | 7-12           | 10-26   | X       | 17-14   | 1       | 0       | 2       | 34      | 52      | -18     | 5       |
| Fiji           | 5-31           | 14-14   | 14-17   | X       | 0       | 1       | 2       | 33      | 62      | -29     | 4       |

| GRUPO D    | GRUPO D | GRUPO D    | GRUPO D | GRUPO D | GRUPO D | GRUPO D | GRUPO D | GRUPO D | GRUPO D | GRUPO D | GRUPO D |
|            | Rússia  | Inglaterra | França  | Japão   | V       | E       | D       | P+      | P-      | P+/-    | Pts     |
| ---------- | ------- | ---------- | ------- | ------- | ------- | ------- | ------- | ------- | ------- | ------- | ------- |
| Rússia     | X       | 17-15      | 26-26   | 14-10   | 2       | 1       | 0       | 57      | 51      | +6      | 8       |
| Inglaterra | 15-17   | X          | 15-0    | 39-0    | 2       | 0       | 1       | 69      | 17      | +52     | 7       |
| França     | 26-26   | 0-15       | X       | 43-0    | 1       | 1       | 1       | 69      | 41      | +28     | 6       |
| Japão      | 10-14   | 0-39       | 0-43    | X       | 1       | 0       | 2       | 10      | 96      | -86     | 3       |

### Taça de BronzeBowl

#### Bowl
|  | Quartas de final | Quartas de final |               |    | Semifinais | Semifinais |  |  | Final | Final |
|  |                  |                  |               |    |            |            |  |  |       |       |
|  |                  |                  |               |    |            |            |  |  |       |       |
|  |                  |                  |               |    |            |            |  |  |       |       |
|  | Países Baixos    | 19               |               |    |            |            |  |  |       |       |
|  | Países Baixos    | 19               |               |    |            |            |  |  |       |       |
|  | Japão            | 14               |               |    |            |            |  |  |       |       |
|  | Japão            | 14               | Países Baixos | 17 |            |            |  |  |       |       |
|  |                  |                  | Países Baixos | 17 |            |            |  |  |       |       |
|  |                  | China            | 12            |    |            |            |  |  |       |       |
|  | Brasil           | China            | 12            | 5  |            |            |  |  |       |       |
|  | Brasil           |                  |               | 5  |            |            |  |  |       |       |
|  | China            | 10               |               |    |            |            |  |  |       |       |
|  | China            | 10               | Países Baixos | 10 |            |            |  |  |       |       |
|  |                  |                  | Países Baixos | 10 |            |            |  |  |       |       |
|  |                  | Fiji             | 12            |    |            |            |  |  |       |       |
|  | França           | Fiji             | 12            | 40 |            |            |  |  |       |       |
|  | França           |                  |               | 40 |            |            |  |  |       |       |
|  | Tunísia          | 7                |               |    |            |            |  |  |       |       |
|  | Tunísia          | 7                | França        | 10 |            |            |  |  |       |       |
|  |                  |                  | França        | 10 |            |            |  |  |       |       |
|  |                  | Fiji             | 12            |    |            |            |  |  |       |       |
|  | África do Sul    | Fiji             | 12            | 5  |            |            |  |  |       |       |
|  | África do Sul    |                  |               | 5  |            |            |  |  |       |       |
|  | Fiji             | 22               |               |    |            |            |  |  |       |       |
|  | Fiji             | 22               |               |    |            |            |  |  |       |       |

### Taça de PrataPlate
- Participaram as perdedoras dos Quartas-de-final da Taça de Ouro

|  | Semifinal  | Semifinal |    |  | Final      | Final |  |
|  |            |           |    |  |            |       |  |
|  |            |           |    |  |            |       |  |
|  | Inglaterra | 22        |    |  |            |       |  |
|  | Irlanda    | 0         |    |  |            |       |  |
|  |            |           |    |  |            |       |  |
|  |            |           |    |  |            |       |  |
|  |            |           |    |  | Inglaterra | 5     |  |
|  |            | Austrália | 14 |  |            |       |  |
|  |            |           |    |  |            |       |  |
|  |            |           |    |  |            |       |  |
|  |            |           |    |  |            |       |  |
|  |            |           |    |  |            |       |  |
|  | Rússia     | 5         |    |  |            |       |  |
|  | Austrália  | 7         |    |  |            |       |  |

### Taça de OuroCup
|  | Quartas de final | Quartas de final |               |         | Semifinais     | Semifinais     |  |  | Final | Final |
|  |                  |                  |               |         |                |                |  |  |       |       |
|  |                  |                  |               |         |                |                |  |  |       |       |
|  |                  |                  |               |         |                |                |  |  |       |       |
|  | Nova Zelândia    | 24               |               |         |                |                |  |  |       |       |
|  | Nova Zelândia    | 24               |               |         |                |                |  |  |       |       |
|  | Inglaterra       | 7                |               |         |                |                |  |  |       |       |
|  | Inglaterra       | 7                | Nova Zelândia | 19      |                |                |  |  |       |       |
|  |                  |                  | Nova Zelândia | 19      |                |                |  |  |       |       |
|  |                  | Estados Unidos   | 10            |         |                |                |  |  |       |       |
|  | Estados Unidos   | Estados Unidos   | 10            | 14      |                |                |  |  |       |       |
|  | Estados Unidos   |                  |               | 14      |                |                |  |  |       |       |
|  | Irlanda          | 5                |               |         |                |                |  |  |       |       |
|  | Irlanda          | 5                | Nova Zelândia | 29      |                |                |  |  |       |       |
|  |                  |                  | Nova Zelândia | 29      |                |                |  |  |       |       |
|  |                  | Canadá           | 12            |         |                |                |  |  |       |       |
|  | Rússia           | Canadá           | 12            | 12      |                |                |  |  |       |       |
|  | Rússia           |                  |               | 12      |                |                |  |  |       |       |
|  | Canadá           | 15               |               |         |                |                |  |  |       |       |
|  | Canadá           | 15               | Canadá        | 10      | Terceiro lugar | Terceiro lugar |  |  |       |       |
|  |                  |                  | Canadá        | 10      | Terceiro lugar | Terceiro lugar |  |  |       |       |
|  |                  | Espanha          | 0             |         |                |                |  |  |       |       |
|  | Austrália        | Espanha          | 0             | 10      | Estados Unidos | 10             |  |  |       |       |
|  | Austrália        |                  |               | 10      | Estados Unidos | 10             |  |  |       |       |
|  | Espanha          | 14               |               | Espanha | 5              |                |  |  |       |       |
|  | Espanha          | 14               |               |         | 5              |                |  |  |       |       |
|  |                  |                  |               |         |                |                |  |  |       |       |
|  |                  |                  |               |         |                |                |  |  |       |       |